# Rosalie Rayner
Rosalie Alberta Rayner (ook Rosalie Rayner Watson of Rosalie Watson) (Baltimore, 25 september 1898 - Norwalk, 18 juni 1935) was een Amerikaanse psychologe. Ze werd vooral bekend als de tweede vrouw van John Broadus Watson en medeonderzoekster in het Little-Albert-experiment.

## Privé-leven
Rosalie Rayner stamde uit een welstellende familie uit Baltimore. Haar vader en grootvader waren zakenmannen. Rosalie had een zus: Evelyn.
Toen Rayner in 1919 begon te studeren aan de Johns Hopkins-universiteit deed ze onderzoek onder leiding van John Watson. De twee kregen een relatie. Watson was twintig jaar ouder en was reeds getrouwd. In 1920 werd de relatie bekend. Het gevolg was een echtscheiding voor Watson, maar dramatischer was dat hij werd ontslagen aan de universiteit. Rayner volgde hem en reeds op 31 december 1920 traden ze in het huwelijk. Ze kregen twee kinderen: William (1921) en James (1924). De kinderen zouden genoemd zijn naar de psycholoog William James. De kinderen werden opgevoed volgens strenge behavioristische principes.
In 1935, op 36-jarige leeftijd, overleed Rosalie Rayner plots aan de gevolgen van dysenterie.

## Studies en werk
In 1919 behaalde Rayner een Bachelor of Arts aan het Vassar College te New York. Tijdens haar studies werd ze er bevriend met Mary Cover Jones. Daarna begon ze graduaatsstudies in de psychologie aan de Johns Hopkins-universiteit. Door haar vroegtijdige vertrek maakte ze deze niet af.
Aan de Johns Hopkins-universiteit werd ze assistente van Watson bij meerdere onderzoeken bij kleine kinderen. Bij het onderzoek naar de klassieke conditionering van angst bij een kind - het Little-Albert-experiment - was ze van bij aanvang actief betrokken en de publicatie van 1920 kwam mee op haar naam. Dit experiment is een van de bekendste en meest geciteerde in de geschiedenis van de psychologie. Watson en Rayner waren de eersten die klassieke conditionering bij mensen onderzochten.

## Publicaties
Het onderzoek bij kinderen leidde tot twee wetenschappelijke tijdschriftpublicaties, samen met John Watson:
- Het Little-Albert-experiment (1920);
- Studies in infant psychology (1921).[3]

Samen met John Watson publiceerde ze eveneens het populaire boek Psychological care of infant and child (1928).
Later publiceerde ze nog enkele artikels, los van eigen wetenschappelijk onderzoek:
- I am the mother of a behaviorist's sons (1930): hierin schaart ze zich achter de behavioristische opvoedingsprincipes van Watson, maar doet toch kritische toevoegingen over het gemis aan affectief contact;[5]
- What future has motherhood (1932 - heruitgegeven in 2014)[6][7]: hierin neemt ze standpunten over vrouwen en opvoeding in die aansluiten bij feministische opvattingen uit die tijd. Zo ontkent ze onder meer dat vrouwen een bijzondere biologische aanleg hebben en bijzondere verantwoordelijkheden naar kinderen en pleit ze voor een groot sociaal experiment in verband met de gemeenschappelijke opvoeding van kinderen. Anderzijds schrijft ze tegelijk dat de interesse van vrouwen in een zakelijke carrière ook het resultaat van sociale druk zou kunnen zijn.